# Watertaxi

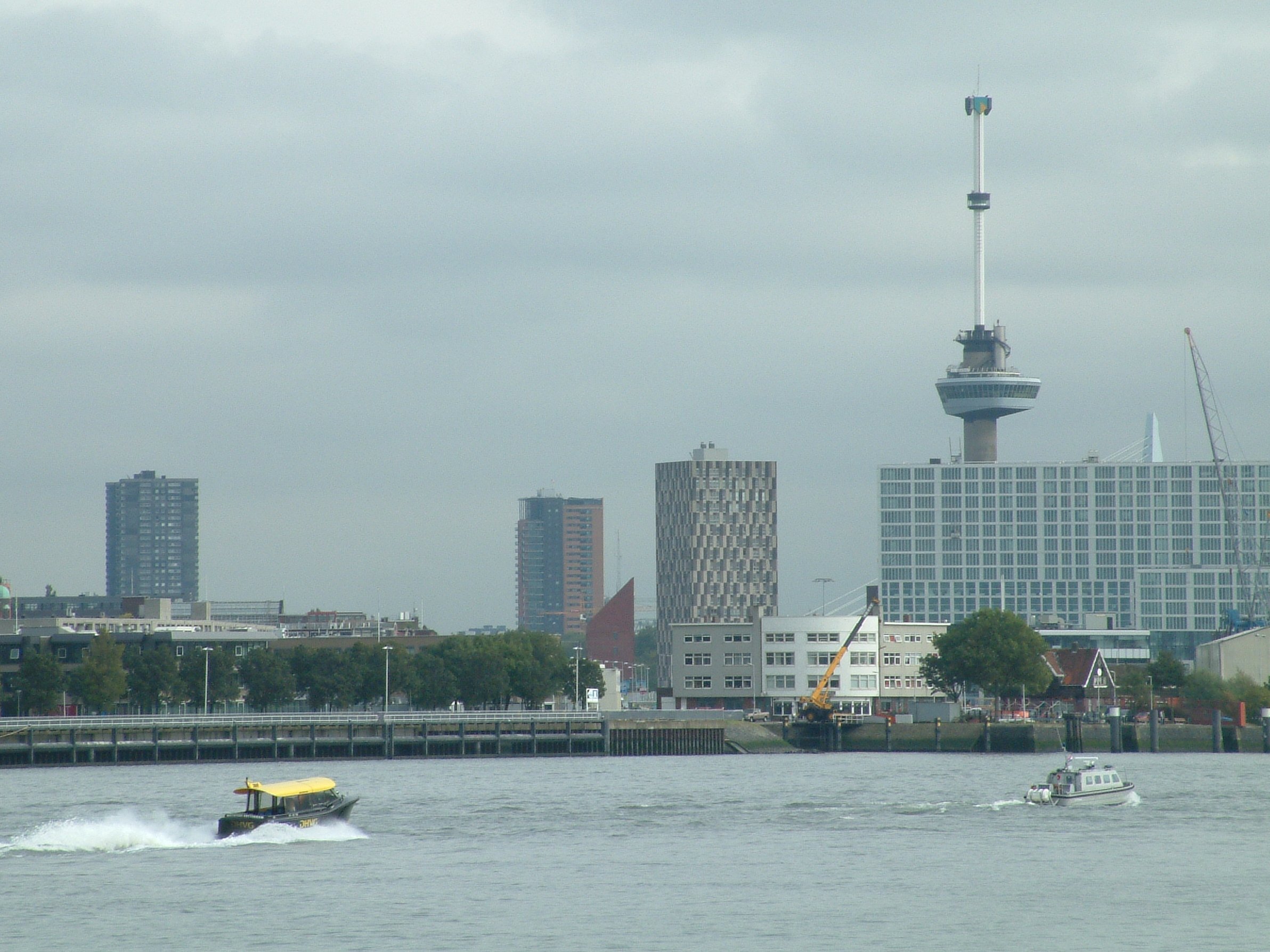
Watertaxi in Rotterdam

Een watertaxi is een taxivaartuig voor het vervoer van personen over water. Dergelijke vormen van vervoer treft men aan, waar voldoende schepen op stroom liggen of aan kades die over water beter, sneller en goedkoper bereikbaar zijn dan over land. Watertaxi's ziet men in havenplaatsen, zoals in Amsterdam, Antwerpen en Rotterdam, maar ook in steden met veel water, zoals Venetië.
Er bestaat geen eenduidige definitie van watertaxi. Het is helder als een watertaxi moet worden gebeld om de klant vervolgens ergens op te halen. Maar ook komt een veerdienst voor, waarbij er op gezette tijden een vaste route wordt gevaren. In Rotterdam kan men de watertaxi overal bestellen, maar die heeft ook vaste opstapplaatsen. De vaartprijzen worden berekend naar aanleiding van het aantal te vervoeren personen, de te varen tijd en/of er wordt bijvoorbeeld een vooraf vastgesteld bedrag in rekening gebracht. De vaporetto in Venetië vaart een vaste dienstregeling.
Toch worden (vooral in het Engels taalgebied) sommige waterlijndiensten, die volgens dienstregeling varen (en niet op aanvraag, zoals gewone taxi) ook watertaxi's genoemd. De New Yorkse watertaxi bijvoorbeeld vaart volgens dienstregeling.

## De schepen
Watertaxi's bestaan er in allerlei soorten en maten. Dit kan een relatief klein maar sterk gemotoriseerd bootje zijn of een door een gondelier aangedreven gondel. Daarnaast bestaan er compleet luxe ingerichte vaartuigen. De Rotterdamse rondvaartdienst Spido verzorgde voor de komst van de huidige watertaxi's die functie met de kleinste rondvaartboten. Het Rotterdamse bedrijf Watertaxi heeft in juni 2017 de eerste elektrische watertaxi in gebruikgenomen.

## Alternatieve benamingen
In sommige landen noemt men openbaar vervoer op het water "watertram" in plaats van watertaxi. Zo zijn er in vele Russische steden watertrams actief, als een vorm van stad- en streek openbaar vervoer, en ook voor rondvaarten. In Polen worden zelfs zeegaande schepen "watertrams" genoemd.

## Overige foto's

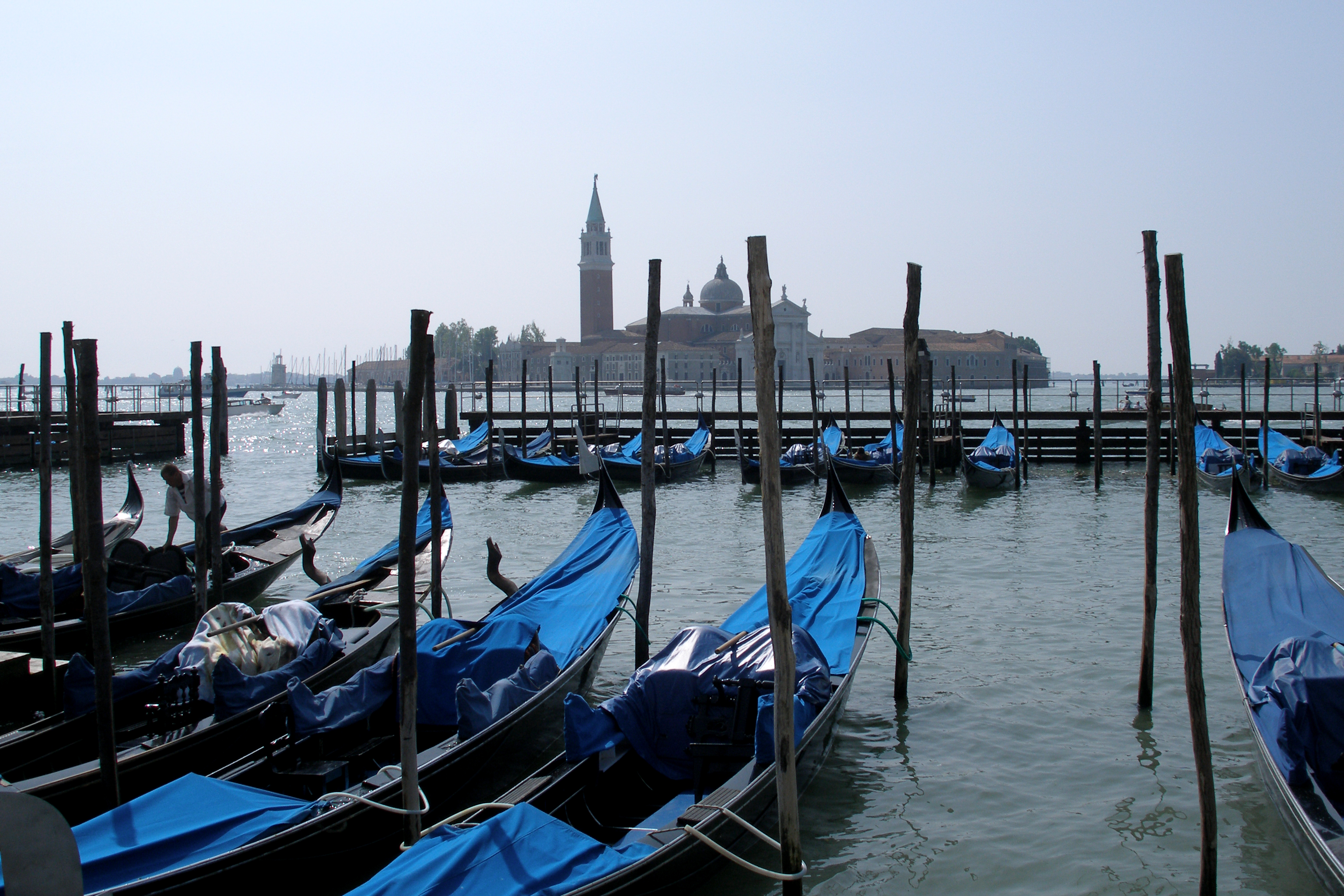
Gondels als watertaxi in Venetië
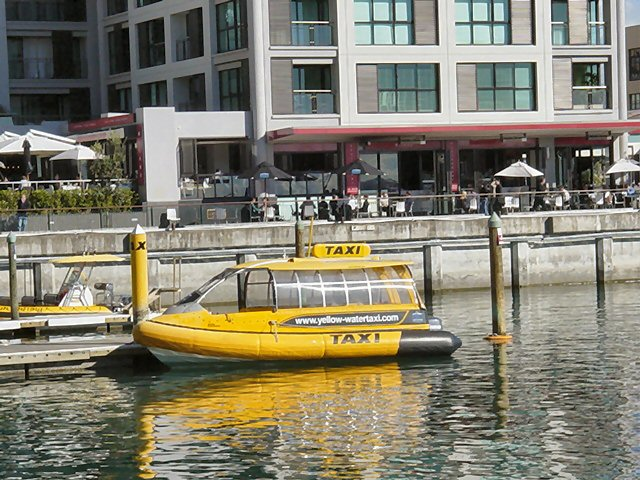
Watertaxi in Nieuw-Zeeland
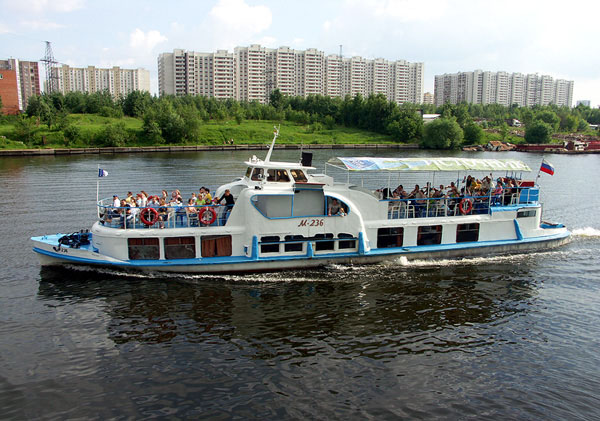
Watertram in Moskou
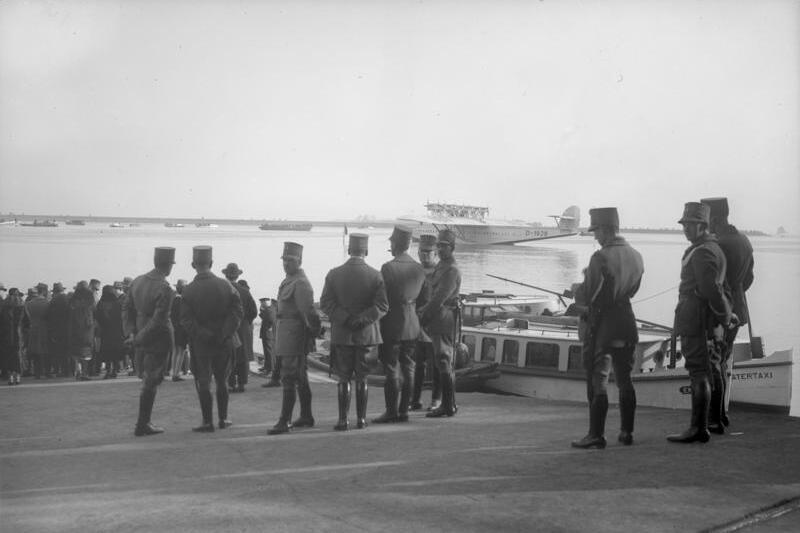
Watertaxi in Amsterdam, november 1930; op voorgrond Nederlandse marineofficieren, op achtergrond de Dornier Do X

## Referentie
1. ↑  Ontwerp Rotterdamse watertaxi, 23 december 1999 – gearchiveerd
2. ↑  (en)  New York Water Taxi – gearchiveerd
3. ↑  (en)  New York Water Taxi
4. ↑  Rotterdam neemt elektrische watertaxi in gebruik 19 juni 2017